# سعيد إيزدي
محمد سعيد إيزدي (1964 - 21 يونيو 2025) ضابط في الحرس الثوري الإسلامي الإيراني حمل رتبة عميد. كان من كبار قادة فيلق القدس التابع للحرس الثوري، رأسَ «فرع فلسطين» المعني بالتواصل مع الفصائل الفلسطينية. وقاد «الوحدة الفلسطينية» التي كان مقرها سابقًا في لبنان، وكانت تعمل تحت قيادة حزب الله. اشتَهَر باسمه المستعار «حاج رمضان» و«رمضان إيزدي»، و«سعيد عابديني».

## اغتياله
أعلنت إسرائيل اغتيال سعيد إيزدي في هجَمات لها على مدينة قم، ووثقت عدَّة مرئيات استهداف شقَّة في أحد الأبنية بالمدينة يُعتقد أنه استُهدف فيها.